# Luba Zarembińska
Luba Zarembińska (ur. 1954 w Rosji) – polska reżyser teatralna i działaczka społeczna, założycielka Ośrodka "Stacja Szamocin", a także lokalnego teatru i stowarzyszenia edukacyjno-kulturalnego w Szamocinie.

## Życiorys
Urodziła się w podmoskiewskiej miejscowości. Studia wyższe ukończyła na Wydziale Reżyserii Teatru Lalek Akademii Teatralnej im. Aleksandra Zelwerowicza w Warszawie, po czym zajmowała się organizacją przedstawień lalkowych w różnych teatrach. Była też zatrudniona w Szamocińskim Ośrodku Kultury oraz w Pilskim Domu Kultury (jako instruktor teatralny i jego dyrektor).
W 1996 zorganizowała na nieczynnej stacji kolejowej Ośrodek "Stacja Szamocin", miejsce wystaw artystycznych, organizacji imprez i realizacji projektów kulturalnych. W 1997 z jej inicjatywy rozpoczął stałą działalność Teatr Stacja, którego zespół tworzą amatorscy aktorzy pochodzący z okolic Szamocina. W 1998 zrealizowane przez ten teatr przedstawienie Spowiedź w drewnie otrzymało I nagrodę w Ogólnopolskim Konkursie na wystawienie polskiej sztuki współczesnej organizowanym przez ZASP oraz resort kultury i sztuki. Również w 1997 powołała Społeczne Stowarzyszenie Edukacyjno-Teatralne "Stacja Szamocin", którego została prezesem, a które zajęło się organizacją działalności społecznej, edukacyjnej i teatralnej ośrodka.
Za prowadzone projekty artystyczne i społeczne wyróżniona m.in. nagrodami ministra kultury, a w 1998 nominowana do Paszportów "Polityki". W 2011 prezydent Bronisław Komorowski odznaczył ją Krzyżem Oficerskim Orderu Odrodzenia Polski.

## Wybrane przedstawienia
- 1989: Tymoteusz wśród ptaków (reżyseria), Olsztyński Teatr Lalek
- 1989: Wielki Teatr Świata (asystent reżysera), Białostocki Teatr Lalek
- 1990: Kot w butach (reżyseria), Opolski Teatr Lalki i Aktora im. Alojzego Smolki
- 1992: Komedia Puncha (reżyseria), Lubuski Teatr im. Leona Kruczkowskiego w Zielonej Górze
- 1992: Wiosenne przygody Tymoteusza (inscenizacja i reżyseria), Teatr Lalek w Wałbrzychu
- 1994: Królowa Śniegu (adaptacja i reżyseria), Centrum Sztuki – Teatr Dramatyczny w Legnicy
- 2007: Ze snu w sen (adaptacja i reżyseria), Teatr Stacja w Szamocinie
- 2008: Spowiedź Wowry (reżyseria), Sopocka Scena Off de Bicz